# Sea Nymph
HMS Sea Nymph (Kennung: P223) war ein U-Boot der britischen Royal Navy im Zweiten Weltkrieg.

## Geschichte
Die Sea Nymph (engl. sinngemäß: Meerjungfrau) war ein Boot des dritten Bauloses der erfolgreichen S-Klasse. Dieses Baulos wird auch als Seraph-Klasse bezeichnet. Sie wurde am 6. Mai 1941 bei Cammell, Laird & Company im nordwestenglischen Birkenhead auf Kiel gelegt, lief am 29. Juli 1942 vom Stapel und wurde von der Royal Navy am 3. November 1942 in Dienst gestellt.
Die Sea Nymph wurde unter dem Kommando von Lt. J.P.H. Oakley in der Nordsee und der Biskaya eingesetzt. Trotz mehrerer Angriffe konnte kein Kampferfolg erreicht werden:
- Am 13. Juli 1943 griff das Boot in der Biskaya das deutsche U-Boot U 592 erfolglos mit sechs Torpedos an.
- Am 1. März 1944 griff die Sea Nymph vor Bodø (Norwegen) den norwegischen Transporter Jupiter (2471 BRT)[3] erfolglos mit vier Torpedos an.
- Am 3. März 1944 wurde vor Bodø der deutsche Frachter Levante (4769 BRT) ebenfalls erfolglos mit vier Torpedos angegriffen.

Die Sea Nymph wurde im Juni 1948 im schottischen Troon verschrottet.